# شهرستان نویانسکی
شهرستان نویانسکی (به لاتین: Nevyansky District) یک شهرستان در روسیه است که در استان سوردلوفسک واقع شده‌است.